# Suspect X
Pour plus de détails, voir Fiche technique et Distribution.
Suspect X (容疑者Xの献身, Yōgisha X no kenshin) est un film japonais réalisé par Hiroshi Nishitani, sorti en 2008.

## Synopsis
Yasuko Hanaoka est une mère célibataire divorcée qui possède un restaurant. Tetsuya Ishigami est un professeur de mathématiques brillant qui vit reclus, à côté de chez Yasuko et de sa fille adolescente, Misato. Ishigami est introverti et ses échanges matinaux au restaurant avec Yasuko constituent le meilleur moment de sa journée. Lorsque Togashi, l'ex-mari violent de Yasuko, se présente un soir pour extorquer de l'argent à celle-ci, la menaçant ainsi que Misato, la situation dégénère rapidement. Togashi est tué par la mère et la fille dans leur appartement. Entendant le vacarme depuis sa chambre et déduisant que Togashi a été tué, Ishigami offre son aide à la mère et à la fille. Il ne se contente pas de se débarrasser du corps, mais il prépare également la dissimulation des indices étape par étape.

## Fiche technique
- Titre : Suspect X
- Titre original : 容疑者Xの献身 (Yōgisha X no kenshin?)
- Réalisation : Hiroshi Nishitani
- Scénario : Yasushi Fukuda d'après un roman Le Dévouement du suspect X de Keigo Higashino
- Musique : Masaharu Fukuyama et Yūgo Kanno
- Photographie : Hideo Yamamoto
- Montage : Masaaki Yamamoto
- Production : Chihiro Kameyama, Yoshihiro Suzuki et Hirotsugu Usui
- Société de production : Cine Bazar, Fuji Television Network et Stardust Pictures
- Pays :  Japon
- Genre : Policier et drame
- Durée : 128 minutes
- Dates de sortie : 
  - Japon : 4 octobre 2008[1]

## Distribution
- Masaharu Fukuyama : Manabu Yukawa
- Kō Shibasaki : Kaoru Utsumi
- Kazuki Kitamura : Shumpei Kusanagi
- Yasuko Matsuyuki : Yasuko Hanaoka
- Shin'ichi Tsutsumi : Tetsuya Ishigami
- Dankan : Kuniaki Kudo
- Keishi Nagatsuka : Shinji Togashi
- Miho Kanazawa : Misato Hanaoka
- Ikkei Watanabe : Hiromi Koribayashi
- Hiroshi Shinagawa : Shiro Yuge
- Miki Maya : Sakurako Shironouchi
- Tsuyoshi Hayashi : Kensuke Murase
- Yasufumi Hayashi : Junichi Kakimoto
- Takahiro Itō : Eita Mori
- Tōru Masuoka : Shujiro Katsuragi
- Lily Franky

## Distinctions
Le film a été nommé pour quatre Japan Academy Prizes et a reçu celui du film le plus populaire.